# Бирюзовая Катунь

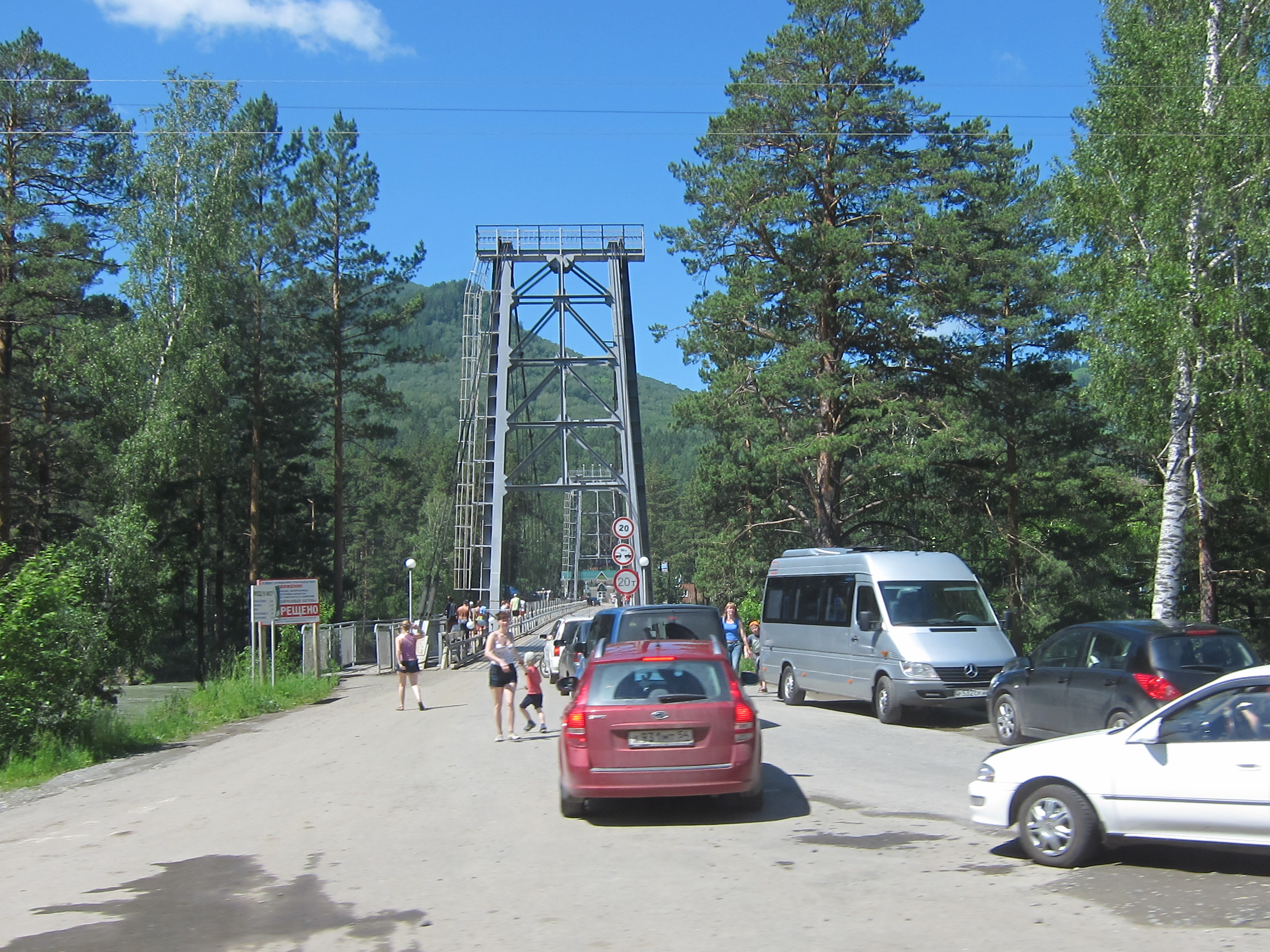
Мост на въезде в ОЭЗ со стороны Чуйского тракта

Бирюзо́вая Кату́нь — комплекс природного и экстремального туризма, расположенный на берегу горной реки Катунь в Алтайском крае. Имеет статус особой экономической зоны туристско-рекреационного типа. Создана в 2007 году для развития экологического, оздоровительного, водного, спортивного, спелеотуризма и других видов туризма.

К началу 2017 года на территории работали 24 объекта, в том числе искусственное озеро для купания и рыбной ловли, 2 горнолыжных спуска, круглогодичные гостиничные комплексы, парк экстремальных развлечений, пасека, выставочные помещения, магазины и кафе.

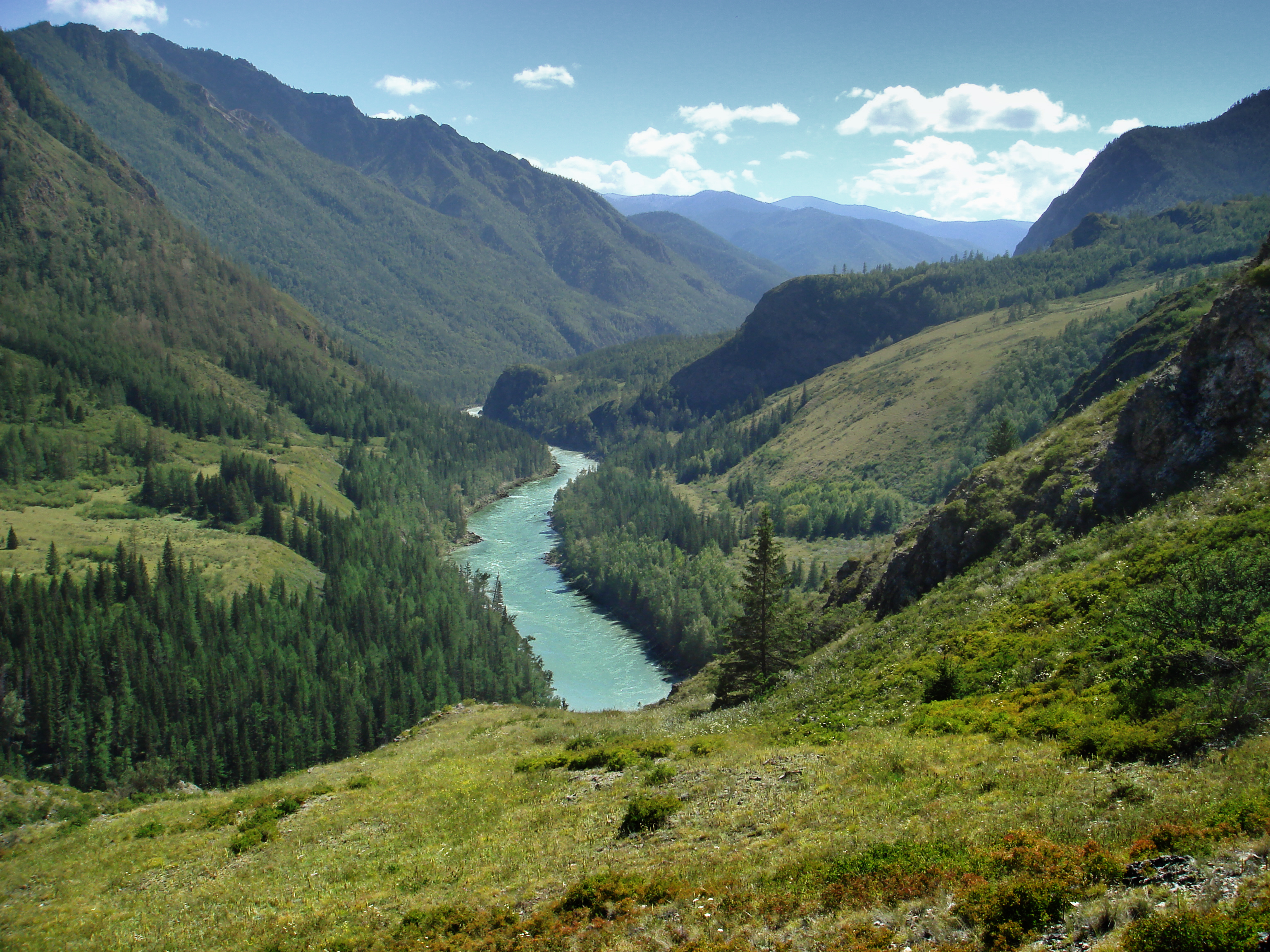
Река Катунь

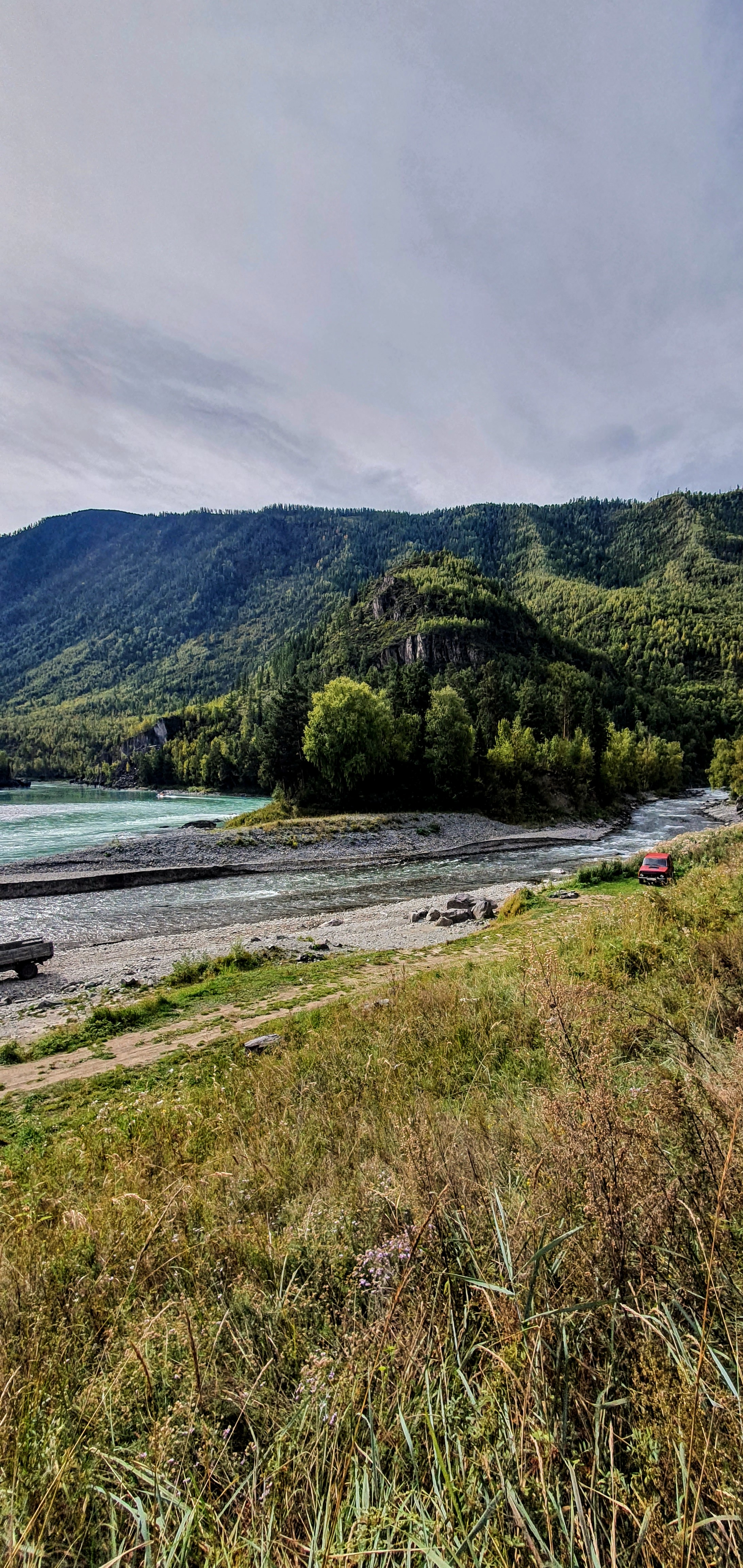
Слияние рек Урсула и Катуни

## Географическое положение
ОЭЗ «Бирюзовая Катунь» располагается на территории Алтайского края в Алтайском районе, на левом берегу реки Катунь, около горы Красный камень и имеет площадь 3326 га, территориально граничит с Республикой Алтай.

## Достопримечательности
Природа этой местности является главной достопримечательностью: река Катунь протекает в долине Алтайских гор. Длина её водостока составляет 688 км. Вдоль рекреационной зоны проходят сплавы (рафтинг) по нижней Катуни (Манжерокские пороги).
Известной достопримечательностью «Бирюзовой Катуни» являются Тавдинские пещеры. Рядом в горах Алтая живёт марал — особая разновидность пятнистого оленя. Организованы экскурсии, включающие в программу посещение Тавдинского грота, Тавдинских пещер. Для туристов организован тир в котором они могут поупражняться в стрельбе из лука. Выполнены реконструкции доспехов народов Алтая III—XV вв. н. э. , а также реконструкции национальных женских костюмов южной группы алтайцев.

Вход в Большую Тавдинскую пещеру

## История создания
Создана постановлением Правительства Российской Федерации от 3 февраля 2007 года.
К лету 2009 года в «Бирюзовой Катуни» зарегистрировано 18 резидентов, общий объём заявленных инвестиций составил 9 млрд рублей.
В сентябре 2009 года на территории «Бирюзовой Катуни» на берегу реки Катунь у Тавдинских пещер был открыт памятник художнику и философу Н. К. Рериху. Торжественное событие приурочено к 135-летию Рериха, а также Году Индии в России.
В октябре 2012 года до 2055 года продлён срок, в течение которого территория развития внутреннего туризма «Бирюзовая Катунь» будет считаться особой экономической зоной, и это будет давать право её резидентам на налоговые льготы и помощь государства.
В конце 2016 года полномочия управления ОЭЗ перешли с федерального на региональный уровень, для чего был создан экспертный совет. Тогда же сообщалось, что «Бирюзовая Катунь» была единственной в СФО прибыльной особой экономической зоной. Объём частных инвестиций превысил 700 млн рублей.